# Hagnagora
Hagnagora là một chi bướm đêm thuộc họ Geometridae.